# مديرية جاناكبور
مديرية جاناكبور هي مديرية من مديريات النيبال. يبلغ عدد سكانها 2557004 نسمة وذلك حسب إحصائيات سنة 2001. تبلغ مساحتها 9669 كم². وتحتوي على ستة مقاطعات.